# 馬っこ先生/津軽のふるさと
「馬っこ先生／津軽のふるさと」（うまっこせんせい／つがるのふるさと）は、1953年1月15日に発売された美空ひばりのシングル盤レコードである。

## 解説
- オリジナル盤は1953年1月15日発売。
- 当初B面だった「津軽のふるさと」をテレビ・ラジオ等で歌唱する機会が多くなり、1988年4月の復帰公演「不死鳥 美空ひばり in TOKYO DOME ～翔ぶ!! 新しき空に向って～」（東京ドーム）等でも「津軽のふるさと」を披露している。
- 「津軽のふるさと」は、ひばり自身前年の1952年5月に発売した「リンゴ追分」に引き続き、リンゴの特産地である青森県のご当地ソングとしても知られる。

## 収録曲

### オリジナル盤
両楽曲とも、作詞・作曲：米山正夫
松竹映画『リンゴ園の少女』主題歌
1. 馬っこ先生
編曲：松尾健司
2. 津軽のふるさと
編曲：米山正夫

### 1966年盤
両楽曲とも、作曲：米山正夫
1. 津軽のふるさと
作詞：米山正夫、編曲：大西修
2. リンゴ追分
作詞：小沢不二夫・編曲：山屋清

## カバー
- 松山千春（2010年、『リスペクト 美空ひばり「津軽のふるさと」』に収録）